# Зенджанское ханство
Зенджанское  ханство (азерб. Zəncan xanlığı) — вассальное ханство на северо-западной территории Ирана (провинция Азербайджан) в XVIII — начале XIX веков. Административно было частью Зенджанской провинции и Азербайджанского генерал-губернаторства. Столица — г. Зенджан.

## История

### Образование Зенджанского ханства
Зульфикар хан происходил из клана амирлу тюркского племени Афшар. Надир-шах принял его очень благосклонно и пригласил поступить к себе на службу. Он несомненно был талантливым, отважным и умным полководцем.
В июне 1747 года Надир-шах был убит заговорщиками. После этого Иран на много лет погрузился в пучину смут и междоусобий. Зульфикар хан принял ханский титул. Зенджан превратилась в ханство, пользовавшееся, как и соседние ханства, фактической независимостью при номинальном признании власти слабой Зендской династии.
Историк Рустам ал-Хукама Мухаммада Хашима Асафа Исфахани в своём сочинении "Рустам ат-таварих" посвященный Сефевидам, Зендам и первым представителям династии Каджаров и написанный в царствование Фатх 'Али-шаха Каджара (1797—1834) сообщает, что Зульфикар хан решил завладеть Казвин. 
Мухаммад Хашим Исфахани приводит цифры податей, взимавшихся с Зенджана, и сообщает некоторые данные о правителе Зенджана Зульфикар хане и его взаимоотношениях с Зендами.
Зульфикар хан 1780 года был убит Али Мурад хан Зендом. Наследовавший ему Али-хан правил всего два года и скончался в марте 1782 года, после чего новым зенджанского ханом стал Абдулла хан Осанлу-Афшар.  
Зенджанское ханство вплость до 1810 года ханство было полунезваисимым, постоянно попадая под влияние могущественных соседей. В 1810 году было аннексировано Персией и окончательно потеряло свою независимость.

## Зенджанское ханы
- Зульфикар хан Амирлу-Афшар, (1747-1780)
- Али хан Заирлу-Афшар, (1780-1782)
- Абдулла хан Осанлу-Афшар, (1782-1797)
- Аманулла хан Афшар, (1797-1810)

## Экономика и культура
В связи с географическими особенностями региона основу экономики, кроме торговли, представляло ковроткачество и производство шёлка. Также, в связи с наличием больших лесных угодий и пастбищ, развивалось скотоводство.
Азербайджанские ковры выделяются сочным колоритом, построенным на сочетании локальных интенсивных тонов. Орнамент азербайджанских ковров различается в зависимости от вида и по места производства. Так, для таких ковров, как «Куба», «Ширван», «Казах», «Зенджан» характерны сложные геометрические узоры, которые включают схематические фигурки животных и людей, и размещённые по одной оси в центральном поле фигурные многоугольные или звездчатые медальоны, другим, таким, как «Тебриз» и «Карабах», присущ разнообразный растительный орнамент с обилием цветочных мотивов. Эстетический принцип азербайджанского ковра вложен в плоскостное решение «картинок», ритмику рисунка, традиционность членения на центральное поле и бордюр, лаконичную геометрию элементов. По мнению известного американского коллекционера и искусствоведа Дж. Вэа, в орнаментике азербайджанского ковра можно заметить тесное переплетение традиций и влияния турецких, персидских и азиатских мотивов, а также наследие элементов ковроделия северо-западных племен Ирана.
Особенность Зенджанского очага — барбарисовый фон и разработанные на нем композиции "Норшар", "Таруш" и "Султани".

## Основные источники
- Анвар Чингизоглы, Айдын Афшар, Афшарцы, Баку, "Шуша", 2008,  ст. 323-324.
- Анвар Чингизоглы, Зенджанское ханство, Баку, "Мутарджим", 2015, ст.176.